# 2081
Het jaar 2081 is een jaartal volgens de christelijke jaartelling.

## Gebeurtenissen

### September
- 3 september: Totale zonsverduistering in een strook van West- naar Zuidoost-Europa. Het pad van de kernschaduw is bijna identiek aan de zonsverduistering die op 11 augustus 1999 heeft plaatsgevonden.[1]